# Bryobia latisetae
Bryobia latisetae är en spindeldjursart som beskrevs av Wang 1985. Bryobia latisetae ingår i släktet Bryobia och familjen Tetranychidae. Inga underarter finns listade.